# Кајл (Тексас)
Кајл (енгл. Kyle) град је у америчкој савезној држави Тексас. По попису становништва из 2010. у њему је живело 28.016 становника.

## Демографија
Према попису становништва из 2010. у граду је живело 28.016 становника, што је 22.702 (427,2%) становника више него 2000. године.
| Група             | 2000.         | 2010.          |
| Белци             | 2.012 (37,9%) | 12.733 (45,4%) |
| Афроамериканци    | 441 (8,3%)    | 1.557 (5,6%)   |
| Азијати           | 22 (0,4%)     | 316 (1,1%)     |
| Хиспаноамериканци | 2.780 (52,3%) | 12.979 (46,3%) |
| Укупно            | 5.314         | 28.016         |